# Stinsen
Stinsen var ett köpcentrum i Häggvik, Sollentuna kommun. Det invigdes 1995 av Ingvar Oldsberg i före detta bilaffären Philipssons o. Söner AB där man sålde Mercedes Benz tidigare, det finns fortfarande en del saker som påminner om att det har varit en bilbutik tidigare genom att de två stora bilhissarna av märket Deve fortfarande finns kvar, numera som varuhissar.
Köpcentret byggdes ut i omgångar och nyinvigdes 2009.

## Avveckling
Stinsen bytte ägare under 2016 och den nya ägaren, Magnolia Bostad AB, lämnade under 2016 in en ansökan om att riva köpcentrumet och istället bygga bostäder på platsen. Under 2017 arbetade den nya fastighetsägaren och Sollentuna Kommun fram ett förslag till ny detaljplan för området. 